# Monkton Farleigh
Monkton Farleigh è un villaggio e una parrocchia civile della contea del Wiltshire che si trova in posizione elevata a 3 circa miglia a nord-ovest di Bradford on Avon e ad est della città di Bath nel Sud Ovest dell'Inghilterra, Regno Unito. Il territorio è noto per le sue miniere di pietra di Bath

## Geografia

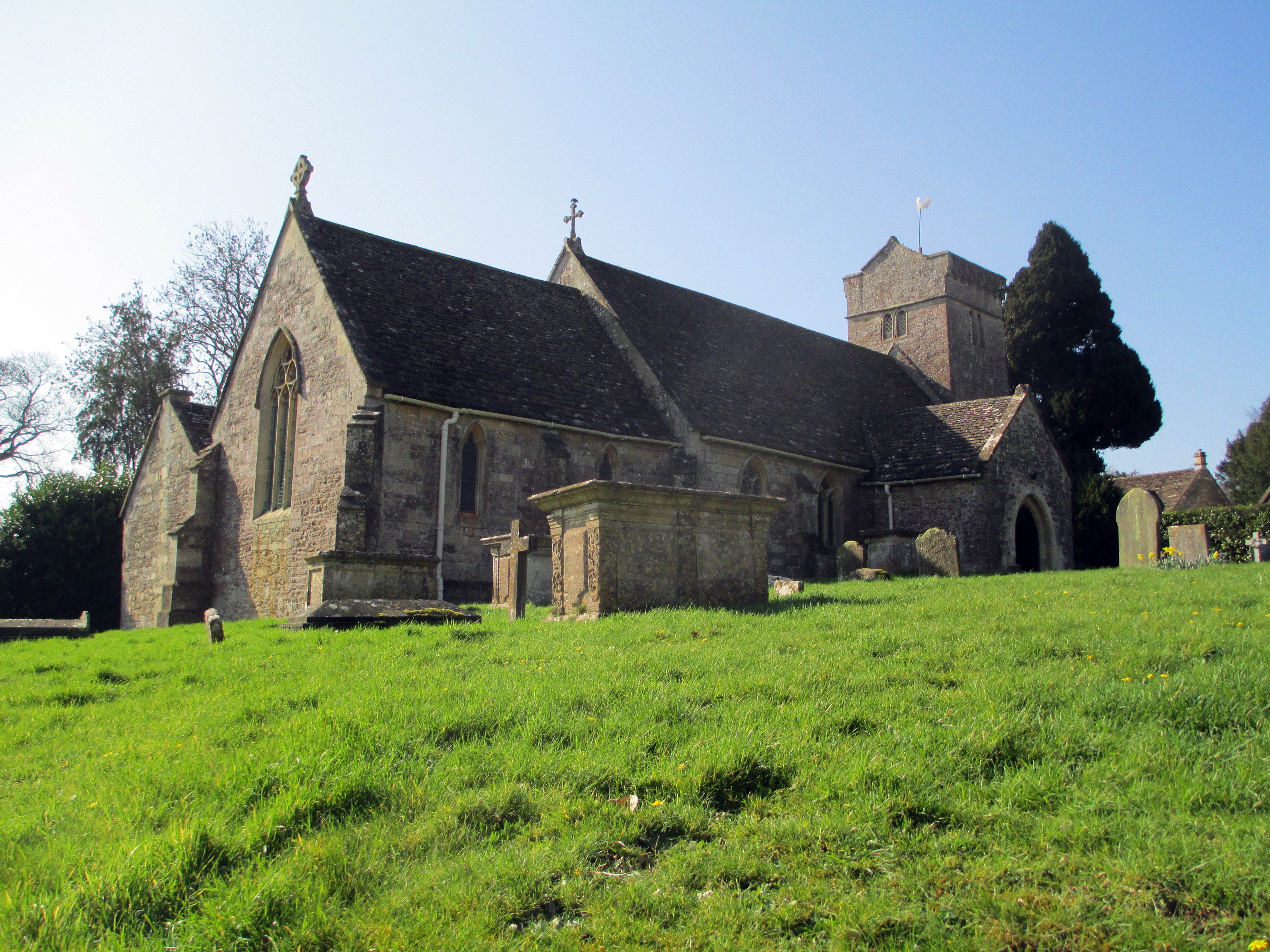
Chiesa di San Pietro

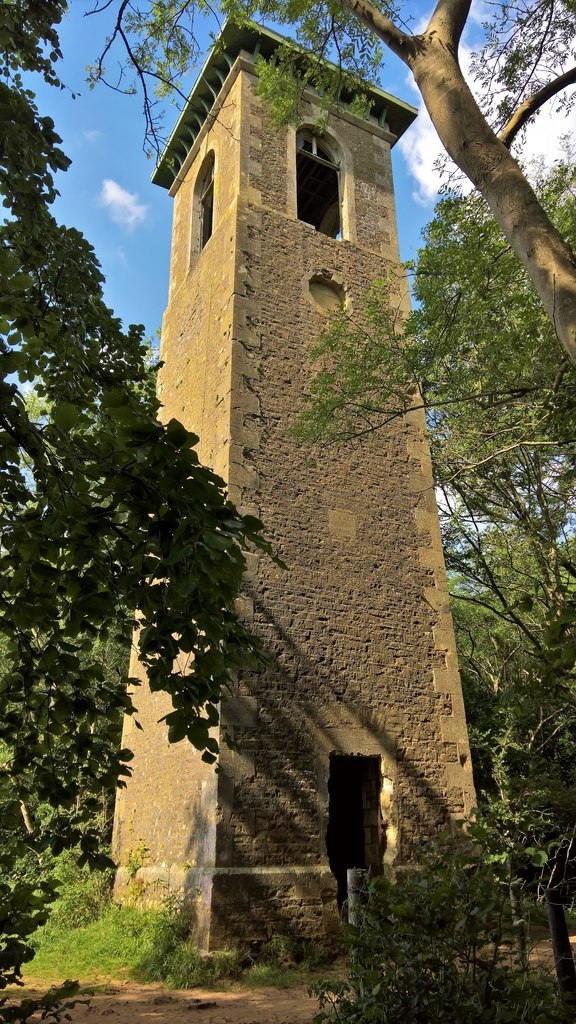
Brown's Folly

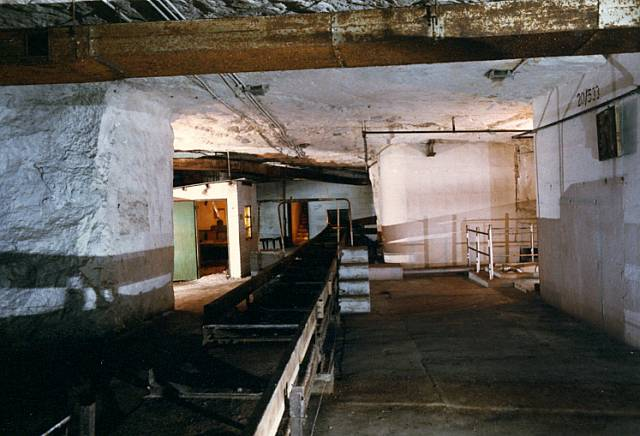
Antiche miniere per l'estrazione della pietra di Bath utilizzate come deposito per munizioni durante la seconda guerra mondiale

Il territorio della parrocchia civile di Monkton Farleigh, che in passato spesso era spesso scritto come Farley, si trova nell'angolo nord-occidentale dell'area di Bradford. A ovest e a nord-ovest la parrocchia è delimitata dal Somerset. Include anche il suo punto più alto, che si eleva fino a 200 metri. Copriva 1869 acri secondo l'elenco di Kelly del 1915. Sui lati occidentale e settentrionale gran parte è coperta da ripidi pendii boscosi che scendono nella valle dell'Avon e del suo affluente, il By Brook, entrambi nel Somerset. Condivide i confini con Bathford nel Somerset a ovest, Box a nord, South Wraxall a est e Winsley a sud, tutti nel Wiltshire.
Il percorso della strada romana per Bath e Wansdyke forma il suo confine settentrionale con la parrocchia di Box. Il centro abitato principale è il villaggio di Monkton Farleigh, che si trova su un terreno elevato al centro della parrocchia, a nord-ovest di Bradford e a est di Bath. Un villaggio chiamato "Woxehall" o "Wyxhale" faceva parte del maniero nel 1294 poi è scomparso.

## Origine del nome
Il Monkton del nome si riferisce ai monaci del Priorato di Farleigh del XII secolo. L'antico nome sassone Farnlege significa radura di felci: il terreno della cima delle Cotswold Hills qui, a Farleigh Down, può essere leggermente più acido rispetto ai terreni circostanti, nonostante sia calcareo, il che consente la crescita delle felci aquiline.

## Storia
Vi sono evidenze di insediamenti preistorici perché sono stati trovati strumenti di selce dell'età della pietra intorno al villaggio e ci sono tumuli funerari e tracce di confini di campi e insediamenti probabilmente dell'età del bronzo. La linea della strada romana da Londra a Bath è ancora seguita dal confine settentrionale della parrocchia, sono stati trovati resti di un edificio romano a Dry Arch e un grande tesoro di monete è stato scoperto in un giardino. Attorno alla metà del XVII secolo Monkton Farleigh fu una delle township costrette a contribuire al sostegno della guarnigione parlamentare di Chalfield. L'area sottoposta a contributo comprendeva Bradford, Melksham, Chippenham, Malmesbury, Calne e North Damerham, e da questa zona fu molto grande il contributo di pancetta. Tra il 1700 e il 1713 la maggior parte della popolazione attiva della parrocchia era dedita all'agricoltura, ma c'erano anche sarti, tessitori, maltatori e un violinista. Nel XIX secolo, nella parrocchia si svolse un'intensa attività di estrazione di pietra. Nel 1881, secondo Hobhouse, quasi metà dei lavoratori erano cavatori.
Il territorio era fuori dai confini coperti dal feudo di Bradford e non faceva parte dell'antica parrocchia di Bradford. Al momento della carta di Bradford nel 1001 il feudo di Farleigh era detenuto da un uomo chiamato Ælfgar, ma al momento dell'indagine del Domesday Book nel 1086 era detenuto da suo figlio Brictric (o Beorhtric) e sotto di lui da suo fratello Ælfwy. Brictic era un sassone che possedeva molte terre altrove tuttavia, cadde in disgrazia presso la regina Matilda di re Guglielmo e Farleigh e le sue altre proprietà furono confiscate e passarono a Humphrey de Bohun, un normanno. Suo figlio, anche lui Humphrey, vi fondò un priorato cluniacense dopo il 1120 e lo dotò del maniero e di altre proprietà che il priorato deteneva fino al suo scioglimento nel 1536. Il maniero del priorato e altre terre a Monkton Farleigh passarono ai vescovi di Salisbury che li affittarono come affittuari fino a quando non furono venduti come proprietà assoluta a Sir Charles Hobhouse nel 1873 e sono ancora di proprietà della famiglia Hobhouse.
L'estrazione di pietre da costruzione, un tempo un'importante fonte di impiego, non viene più svolta. Le vaste cave sotterranee sfruttate sono diventate enormi depositi di armamenti durante la seconda guerra mondiale, con alloggi fuori terra per i lavoratori. I piani per trasformare parte delle cave in un museo sono falliti e conservano in parte la funziine di deposito.

## Monumenti e luoghi d'interesse
Ci sono vari edifici storici e altri siti d'interesse nel territorio di Monkton Farleigh.
- Chiesa di San Pietro (in inglese St Peter's church). La chiesa parrocchiale anglicana è stata edificata nel XII secolo e poi è stata oggetto di interventi il secolo successivo, nel XVII e nel XIX secolo. Costruita in pietra con presbiterio in pietra calcarea lavorata, tetto in ardesia con vertici a corona e pinnacoli a croce. La torre è occidentale, la navata è unica con portico a nord e sagrestia a sud. Il presbiterio è del XIX secolo. Il luogo di culto appartiene alla diocesi di Salisbury e dal 13 novembre 1962 è considerata un monumento classificato di secondo grado per il suo particolare interesse storico e architettonico.[7][8]
- Browne's Folly. Si tratta di un capriccio architettonico, la sua costruzione risale al XIX secolo ed è un monumento classificato di secondo grado.[9][10]
- Shell Cottage. Vicino alla chiesa, è una casa a quattro campate che risale al 1736, ma presenta una cappa a conchiglia sopra la porta, nello stile del 1700 circa.[11]
- Cluny Cottage. Il vecchio ufficio postale e il negozio del villaggio hanno chiuso nel 2014. L'ala ad angolo retto si chiama Cluny Cottage e fu probabilmente costruita nel XVI secolo, come dimostra il suo portale gotico a punta. Fungeva da ospizio parrocchiale prima che la Bradford Workhouse fosse istituita nel 1836.[11]
- Monkton Farleigh Manor House è un grande edificio georgiano di sette campate con numerose successive modifiche e aggiunte. Incorpora frammenti del Priorato cluniacense di Santa Maria che fu fondato qui nel 1120-1130 e dà il nome Monkton al villaggio. Monkton Farleigh Manor si affaccia su viste che si estendono fino alla valle del Pewsey e alla piana di Salisbury. The Avenue è stata realizzata attraverso terreni agricoli per 2 km per sfruttare la posizione della casa e raggiunge South Wraxall, la parrocchia successiva.[11]
- Croce di Monkton Farleigh. All'incrocio al centro del villaggio, il cartello stradale si trova su una struttura circolare di due gradini che potrebbe essere stata originariamente la base dell'antica croce che fungeva da croce del burro o croce del mercato dove la gente del posto poteva vendere i propri prodotti. Si trovava nel cimitero e potrebbe essere stata spostata quando la chiesa fu ricostruita e utilizzata come base per la pompa del villaggio.[11]
- Inwoods. La grande casa chiamata Inwoods si trova ai margini del bosco a sud di Farleigh Wick. Fu costruita come lodge di caccia come parte della tenuta che apparteneva alla famiglia Skrine della vicina Warleigh a Bathford, Somerset e fu ampliata tra il 1890 e il 1900. La fattoria vicino alla casa era precedentemente chiamata Ridge Farm. Inwoods fu separata da Warleigh negli anni venti del XX secolo e da allora appartenne alla famiglia Whitehead. In seguito la casa e la tenuta di 300 acri furono messe in vendita nel 2015.[11]
- Antiche miniere per l'estrazione della pietra di Bath. Rimasero attive a lungo e in seguito divennero aree di stoccaggio per l'esercito. La ricognizione aerea non rivela altro che una campagna ondulata, con colline boscose, villaggi pittoreschi e pacifici scenari pastorali e molti degli abitanti locali non sanno che hanno ospitato un vasto deposito a prova di bomba per le munizioni durante la seconda guerra mondiale.[12]